# Kikwit
Kikwit és una ciutat de la República Democràtica del Congo, en la regió sud-oest. Amb l'aprovació de la nova Constitució de Transició de la República Democràtica del Congo, va passar a ser la capital de la nova província de Kwilu. Presenta una població aproximada de 249.000 habitants (2004). Es tracta d'un important centre comercial i administratiu, car es troba a ribes del riu Kwilo. Compta amb un estadi (per a les danses tradicionals) i un aeroport. El 1995 es va veure afectada per un brot del virus de l'ebola.